# كارا برازافيل
كارا برازافيل بطل جمهورية الكونغو هو أكبر أندية جمهورية الكونغو، و أقدمها على الساحة الأفريقية.[بحاجة لمصدر]

## إنجازات فريق كرة القدم
بطل دورى أبطال أفريقيا عام 1974.